# Abu Ishak Ibrahim
Abu Ishak Ibrahim (ur. ?, zm. październik 966) – gubernator Ghazny z ramienia Samanidów od września 963 do października 966 i drugi władca państwa Ghaznawidów.

## Życiorys
Był synem Alptigina, który przed śmiercią desygnował go na swojego następcę. Po objęciu władzy Abu Ishak Ibrahim udał się do stolicy Samanidów Buchary, żeby uzyskać inwestyturę na stanowisko gubernatora, co mu się udało. Niewiele wiadomo o jego panowaniu – wiele źródeł na temat Ghaznawidów zupełnie je pomija, czyniąc Sebüktigina (977 – 997) bezpośrednim następcą Alptigina. Wydaje się, że był on zaangażowany w wojnę z dawnym władcą Ghazny Abu Ali lub Abu Bakrem Lawikiem lub Anukiem, wygnanym przez Alptigina, któremu udało się nawet na krótko odbić miasto, odzyskane następnie przez Abu Ishaka jedynie dzięki pomocy Samanidów. Wkrótce potem Abu Ishak zmarł.